# Ивановка (Бобруйский район)

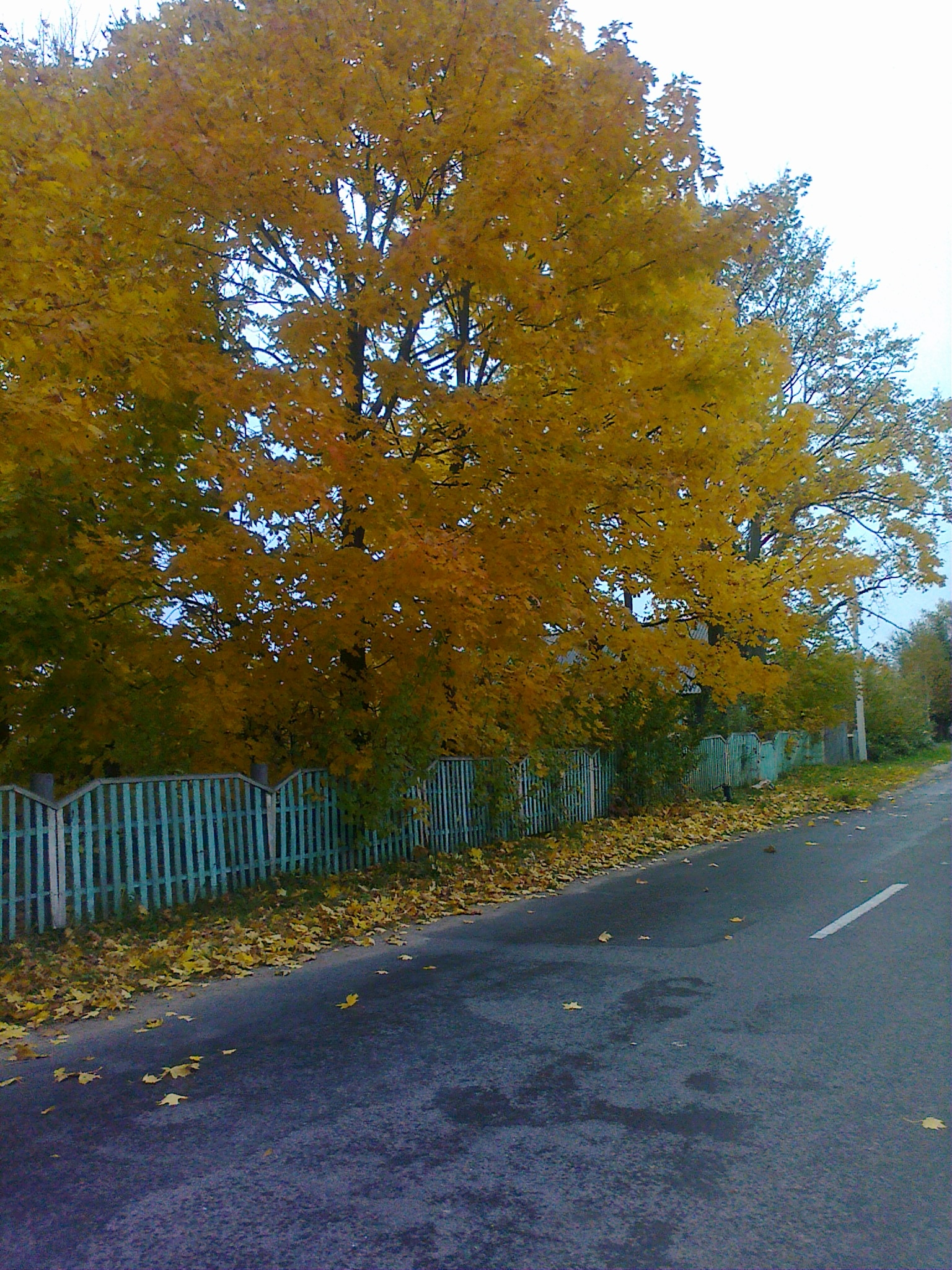

Ива́новка (бел. Іванаўка) — агрогородок в составе Бортниковского сельсовета Бобруйского района Могилёвской области Белоруссии.

## Географическое положение
Деревня Ивановка находится в 16 км к юго-востоку от города Бобруйска Могилевской области, на автомобильной дороге Н10086 Слобода-Плессы, в 4 км к югу от автомобильной дороги Р-43 Ивацевичи-Кричев-граница РФ, 2,5 км к северу от автомобильной дороги М-5 Минск-Гомель, в 3 км от остановочного пункта «Малинники» на железнодорожной линии Бобруйск-Жлобин.

## История
Известна с XIX столетия. В 1897 году фольварок в Турковской волости Бобруйского уезда Минской губернии, 1 двор и 27 жителей. В 1917 году имение. С 1922 года поселок Ивановка. 04.03.1924 года в бывшем фольварке создана сельскохозяйственная артель. В 1926 году 13 дворов. В 1930 году в поселке организован колхоз. На фронтах Великой Отечественной войны и в партизанских боях погибли 57 земляков. В послевоенные годы к Ивановке присоединены поселки Найледбин, Селянин, 10-й Октябрь, Культура. В 1986 году 167 хозяйств в составе колхоза им. Дзержинского, работают мастерские по ремонту сельскохозяйственной техники, ферма.

## Население
- 1897 год — 27 человек
- 1917 год — 37 человек
- 1926 год — 65 человек
- 1959 год — 204 человека
- 1970 год — 509 человек
- 1986 год — 384 человека
- 1999 год — 386 человек
- 2010 год — 304 человека
- 2014 год — 294 человека
- 2017 год — 282 человека

## Планировка улиц
Главная прямолинейная улица деревни ориентирована с севера на юг протяженностью около 3,5 км и с обеих сторон застроена преимущественно деревянными домами усадебного типа.

## Социальная сфера

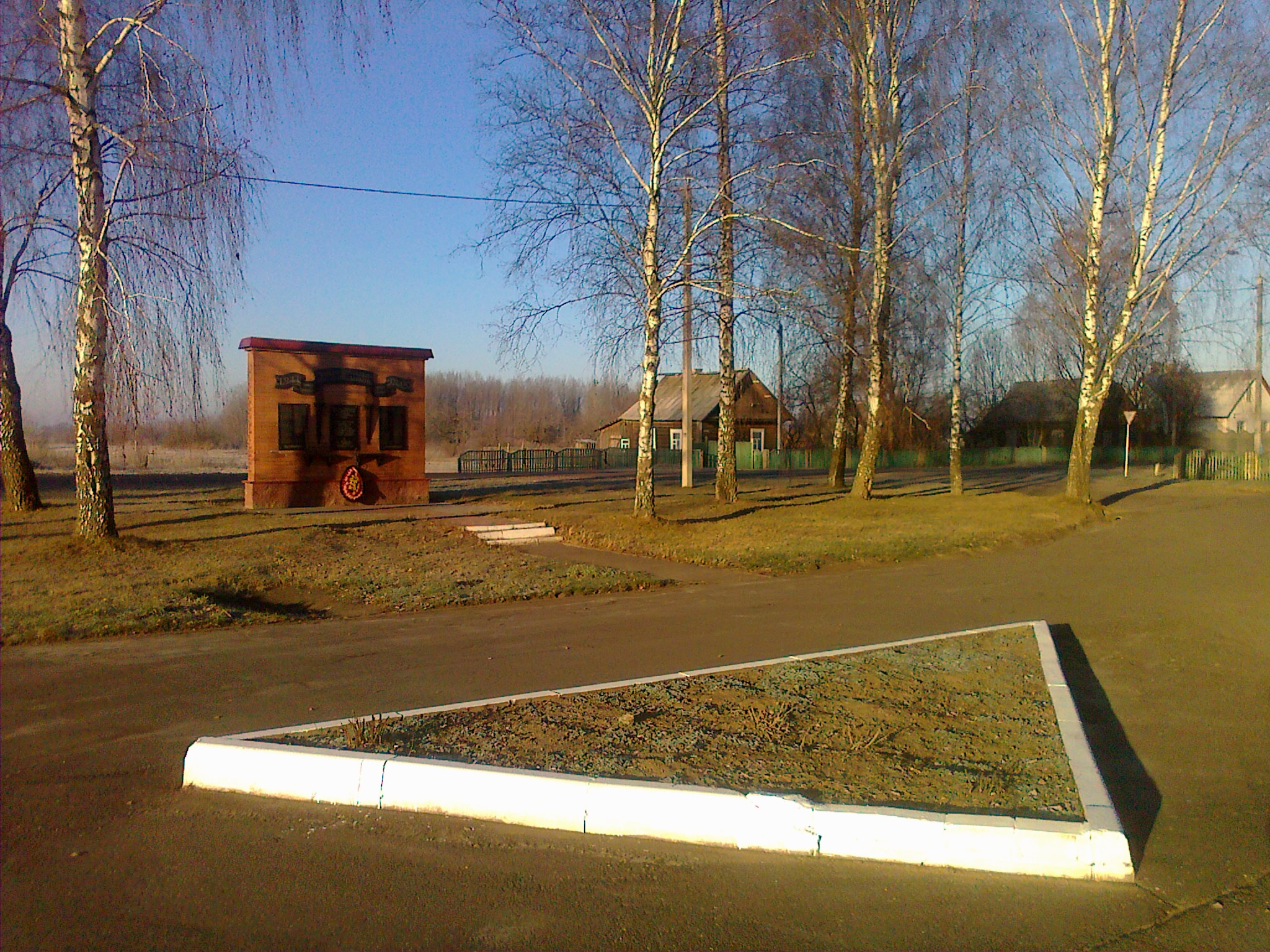
Площадь у Дома культуры

В Ивановке работают Дом культуры, библиотека, 2 магазина, отделение почтовой связи, комплексный приемный пункт бытового обслуживания населения, ФАП, автоматическая телефонная станция. До 1972 года в деревне была начальная школа.

## Достопримечательность

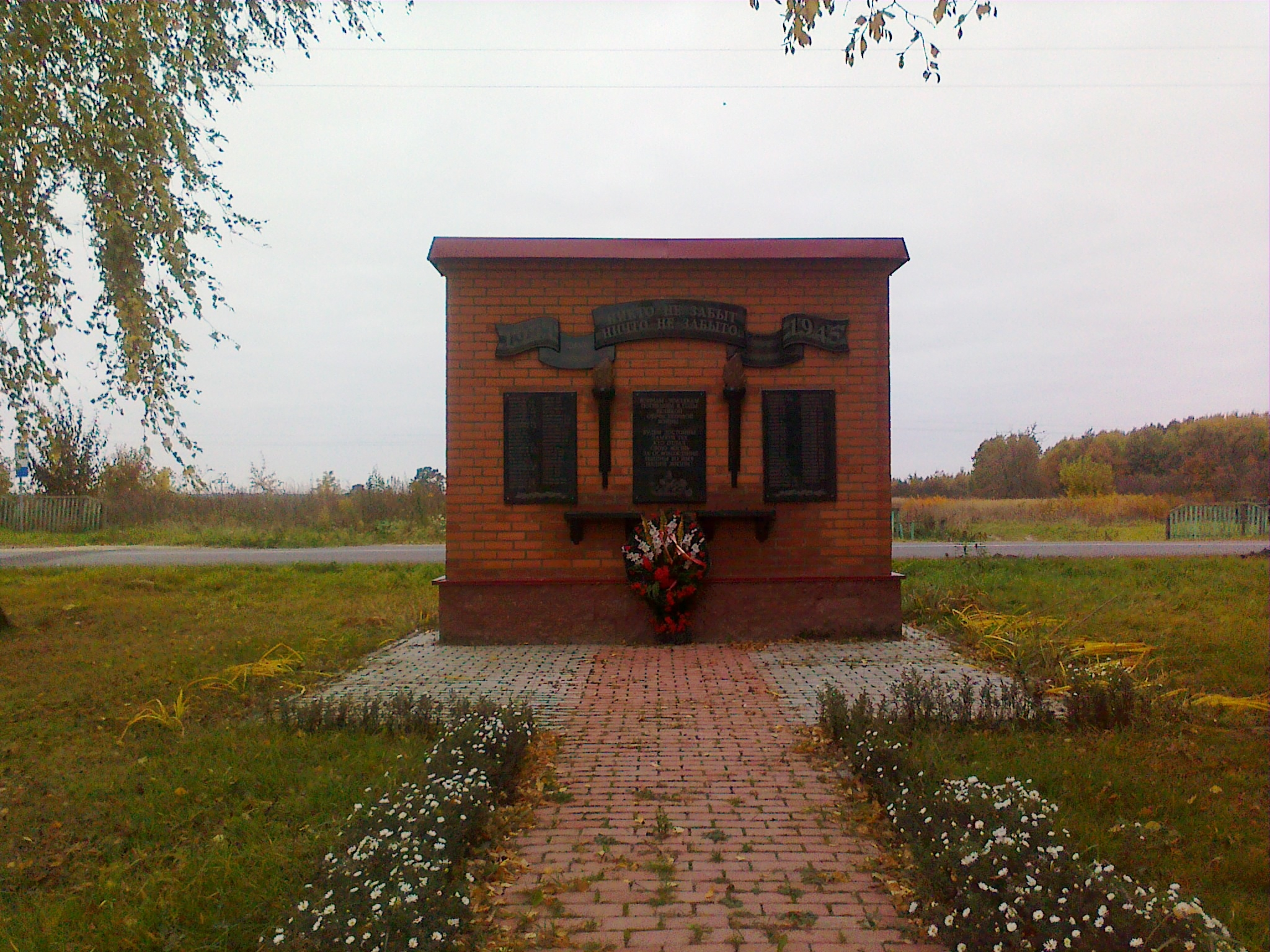

В центре Ивановки в память 57 земляков, которые погибли на фронтах Великой Отечественной войны и в партизанской борьбе с немецко-фашистскими захватчиками, в 1976 году установлен памятник — 3 штыка-пилона, у основания которых стелы с именами погибших. В начале XXI века памятник землякам реконструирован.